# Werner von Erdmannsdorff
Werner von Erdmannsdorff, född 26 juli 1891 i Bautzen, död 5 juni 1945 i Ljubljana, Jugoslavien, var en tysk general. von Erdmannsdorff befordrades till generalmajor i mars 1942 och till general i infanteriet i januari 1945. Han erhöll Riddarkorset av Järnkorset i mars 1942.
von Erdmannsdorff greps av brittiska trupper i maj 1945 och utlämnades månaden därpå till jugoslaviska myndigheter. Han arkebuserades tillsammans med Gustav Fehn, Friedrich Stephan och Heinz Kattner.

## Befäl
- 30. infanteriregementet: 10 november 1938 – 15 december 1941
- 18. Infanterie-Division: 15 december 1941 – 10 augusti 1943
- LXXI. Armeekorps: 10 augusti 1944 – 18 september 1944
- LXXXXI. Armeekorps: 9 oktober 1944 – 8 maj 1945

### Webbkällor
- Miller, Michael D.; Collins, Gareth. ”General der Infanterie Werner von Erdmannsdorff” (på engelska). Axis Biographical Research. Arkiverad från originalet den 14 februari 2014. https://www.webcitation.org/6NNjFDQAl?url=http://www.geocities.com/~orion47/WEHRMACHT/HEER/General/ERDSMANNSDORFF_WERNER.html. Läst 14 februari 2014.